# Ліга (Вишневе)
«Ліга» (Вишневе) — український аматорський футбольний клуб з міста Вишневого Києво-Святошинського району Київської області. Виступає в кубку ААФУ 2009 року.